# أوسفالدو غواياسامين
أوسفالدو غواياسامين (بالإسبانية: Oswaldo Guayasamín)‏ (6 يوليو 1919 - 10 مارس 1999) هو رسام ونحات إكوادوري. يعتبر رسامًا تعبيريًا للواقعية الاجتماعية، وهو أحد أساتذة الفن الإكوادوري الكبار، بالإضافة إلى: إدواردو كينجمان، إنريكي تابارا، فيليكس أراوز، خوان فيلافويرتي، أنيبال فيليسيس.